# 孙台水库 (吴起)
孙台水库是中国陕西省延安市吴起县境内的一座水库，位于南沟门，建于1979年。水库正常库容为1300万立方米，集雨面积为68平方千米，海拔为135米。